# WASP-21b
WASP-21b هو كوكب خارج المجموعة الشمسية يدور حول نجم WASP-21.